# Donald Hunsberger
Donald Hunsberger (* 2. August 1932 in Souderton, Pennsylvania; † 5. November 2023) war ein US-amerikanischer Dirigent und Arrangeur. Von 1965 bis 2002 war er Leiter des Eastman Wind Ensemble; zudem war er Professor für Dirigieren und Ensembles an der Eastman School of Music. Hunsbergers Schaffen trug wesentlich zur Entwicklung des symphonischen Blasorchesters bei.

## Leben
Donald Hunsberger wurde am 2. August 1932 in Souderton, Pennsylvania geboren. 1950 begann er sein Studium der Posaune an der Eastman School of Music bei Emory Remington. 1952 trat Hunsberger dem von Frederick Fennell neu gegründeten Eastman Wind Ensemble bei. Daneben war er von 1954 bis 1958 Arrangeur und Soloposaunist bei der United States Marine Band. 1962 wurde Hunsberger zum Dirigenten der Eastman Symphony Band ernannt; gleichzeitig wurde er Koordinator des Instrumentalensemble-Programms. Nach dem Ausscheiden von Clyde Roller im Jahr 1965 übernahm Hunsberger die Leitung des 1952 von  gegründeten Eastman Wind Ensemble. In seine Zeit als Dirigent fielen zahlreiche Aufnahmen, unter anderem ein Album mit dem Trompeter Wynton Marsalis, das 1987 für den Grammy als beste Instrumental-Soloaufnahme nominiert war. Zudem unternahm er Konzerttourneen nach Japan, Taiwan und Südostasien. Von 1985 bis 1987 fungierte Hunsberger als Präsident der College Band Directors National Association. 2002 übergab Hunsberger die Dirigentenstelle des Eastman Wind Ensemble an Mark Scatterday.

## Werk
Hunsberger schuf zahlreiche Bearbeitungen klassischer und moderner Werke für Blasorchester. Zu den bedeutendsten Arrangements zählen:
- Festouvertüre (Dmitri Schostakowitsch)
- Ouvertüre zur Oper Colas Breugnon (Dmitri Kabalewski)
- Echoes of the 1860's (Claudio S. Grafulla)
- Suite aus Spartakus (Aram Khachaturian)
- Star Wars Trilogie (John Williams)
- Fantasie Brillante (Jean-Baptiste Arban)

Seit 1967 arbeitete Hunsberger dabei mit MCA Music zusammen, wo er die Reihe MCA Symphonic Wind Ensemble Editions betreute und als Herausgeber des Newsletters The Wind Ensemble tätig war. Sein Ziel war es dabei, das Profil des Wind Ensembles zu schärfen, insbesondere in Bezug auf Instrumentation, Aufführungspraxis, Stimmenaufteilung und Klangfarbe.
Daneben beschäftigte sich Hunsberger mit der musikalischen Untermalung von Stummfilmen und brachte die so entstandenen Werke auch als Dirigent zur Aufführung.

## Bibliografie
- Donald Hunsberger: Wind Band: Here Today - Where Tomorrow? In: Music Journal. New York Dezember 1968, S. 36.
- Donald Hunsberger: Remington Warm-up Studies for Trombone. Accura Music Inc., Athena 1980, ISBN 978-1-878822-46-8.
- Donald Hunsberger, Roy E. Ernst: The Art of Conducting. Alfred A. Knopf, Inc., New York 1983, ISBN 978-0-394-32835-5.
- Donald Hunsberger, Frank J. Cipolla (Hrsg.): The Wind Ensemble and Its Repertoire: Essays on the Fortieth Anniversary of the Eastman Wind Ensemble. University of Rochester Press, Rochester 1994, ISBN 978-1-878822-46-8.

## Diskografie (Auswahl)
- American Music for Symphonic Winds (1968; Decca) Eastman Wind Ensemble
- Pittsburgh Overture / Music With Sculpture / Sinfonietta Of Wind Ensemble (1970; Deutsche Grammophon) Eastman Wind Ensemble
- Homespun America (1976; Vox Box) Eastman Wind Ensemble; drei Schallplatten
- Carnaval (1986; CBS Records) Eastman Wind Ensemble; Wynton Marsalis, Kornett
- Live in Osaka (1990; Sony Music) Eastman Wind Ensemble